# Kietana
Kietana är ett släkte av skalbaggar. Kietana ingår i familjen vivlar.
Kladogram enligt Catalogue of Life:
| Kietana | \| \| Kietana episomoides \| \| \| \| |
|         | \| \| Kietana episomoides \| \| \| \| |
|         | Kietana episomoides                   |
|         |                                       |